# كلارك لويس
كلارك لويس (بالإنجليزية: Clarke Lewis)‏ هو سياسي أمريكي، ولد في 8 نوفمبر 1840 في الولايات المتحدة، وتوفي بنفس المكان في 13 مارس 1896. حزبياً، نشط في الحزب الديمقراطي. انتخب عضو مجلس النواب الأمريكي.